# Ilja Voltman
Ilja Rosalie Voltman (Doetinchem, 3 maart 1973) is een Nederlandse voormalige atlete. Ze was gespecialiseerd in de sprintafstanden en het hordelopen. Ze is drievoudig Nederlands kampioene 100 m horden. In 1998 in Groningen, in 1999 in Apeldoorn en in 2000 in Amsterdam.
Na haar carrière als atlete maakte Voltman deel uit als duwer bobsleeën van het Nederlandse bobsleeteam.
Voltman was lid van Atletico '73 in Ulft, waar ze in 1999 de Bronzen atleet kreeg.
Voltman studeerde Nederlands recht aan de Universiteit Utrecht. Na afronding van de studie werkte ze voor diverse adviesbureaus. Sinds 2009 werkt ze als vastgoed-jurist bij de afdeling grondzaken bij de gemeente Doetinchem.

## Nederlandse kampioenschappen atletiek
Outdoor
| Onderdeel    | Jaar             |
| ------------ | ---------------- |
| 100 m horden | 1998, 1999, 2000 |

## Persoonlijke records atletiek
Outdoor
| Onderdeel    | Prestatie          | Datum        | Plaats |
| ------------ | ------------------ | ------------ | ------ |
| 100 m horden | 13,59 s (+0,0 m/s) | 12 juni 1999 | Leiden |

Indoor
| Onderdeel   | Prestatie | Datum            | Plaats    |
| ----------- | --------- | ---------------- | --------- |
| 50 m horden | 7,43 s    | 24 januari 2004  | Zuidbroek |
| 60 m horden | 8,42 s    | 16 februari 2002 | Gent      |

## Palmares atletiek

### 60 m horden
- 1996:  NK indoor - 8,77 s
- 1997:  NK indoor - 8,73 s
- 1998:  NK indoor - 8,59 s
- 1999:  NK indoor - 8,59 s
- 2000:  NK indoor - 8,64 s
- 2001:  NK indoor - 8,44 s
- 2002:  NK indoor - 8,42 s

### 100 m horden
- 1998:  NK - 14,06 s (-1,1 m/s)
- 1999:  NK - 13,89 s (-1,6 m/s)
- 2000:  NK - 13,75 s (+1,4 m/s)
- 2001:  NK - 13,73 s (+0,6 m/s)
- 2002:  NK - 14,05 s (+3,9 m/s)
- 2003:  NK - 13,94 s (+0,5 m/s)

- World Athletics: 14292263